# (1625) The NORC
(1625) The NORC est un astéroïde situé dans la ceinture principale.

## Description
(1625) The NORC est un astéroïde de la ceinture principale. Il fut découvert le 1er septembre 1953 à Uccle par Sylvain Arend. Il présente une orbite caractérisée par un demi-grand axe de 3,19 UA, une excentricité de 0,23 et une inclinaison de 15,6° par rapport à l'écliptique.

## Compléments